# الكسندر د. روبرتسون
الكسندر د. روبرتسون هو سياسي كندي، ولد في 5 مارس 1849، وتوفي في 2 يناير 1921.